# Тимошенко, Лидия Яковлевна
Лидия Яковлевна Тимошенко (18 сентября 1903, Санкт-Петербург — 25 ноября 1976, Москва) — советский художник-живописец, иллюстратор, преподаватель и мыслитель. Член Союза художников СССР.
Наиболее известные работы: эстамп «Катюша» (1939), картины «Девица-кавалерист Надежда Дурова» (1945) и «Зоя» (1945), а также две сюиты к «Евгению Онегину» — гризайли (книга вышла в 1958 году) и литографии (книга вышла в 1966 году).
Помимо художественных произведений, Лидия Тимошенко оставила письма, рукописи и дневники, которые вела на протяжении почти всей жизни. По ее желанию часть из них опубликовал сын Александр Кибрик в книге «Лидия Тимошенко. Реальность других измерений. Дневники. Письма. Воспоминания». С ними можно ознакомиться на официальном сайте о художнице lidiya-timoshenko.art

## Биография
Родилась в 1903 году в Санкт-Петербурге. Родители — военный инженер Яков Николаевич Тимошенко (1878–1953) и домохозяйка Аполлинария Петровна Тимошенко (Шамина) (1881–1946).
Согласно паспорту и дневникам, своим днем рождения Лидия Тимошенко считала 18 сентября. Но по данным метрической книги, она родилась 5 (18) февраля вне брака. 5 мая родители обвенчались. А 19 августа Минский окружной суд признал Лидию и ее старшую сестру Варвару законными дочерьми Якова и Аполлинарии Тимошенко. Остается загадкой, почему настоящая дата рождения сдвинута на семь месяцев.
В 1918 году родители развелись. В 1929 году Яков Тимошенко, работавший в дирекции порохового завода, совладельцем которого он являлся до 1917 года, был арестован; срок отбывал в Ухтпечлаге.
В 1911—1918 годах училась в гимназии, в которой получила среднее образование. При этом сохранилось свидетельство об окончании Лидией Тимошенко в 1920 году IV класса второй ступени 50-й советской школы.
В 1923—1928 годах училась в Государственном художественно-промышленном техникуме на факультете театрально-декоративного искусства у М. П. Бобышева, А. А. Рылова, П. А. Мансурова, а также в ГИНХУКе в мастерской П. А. Мансурова. По окончании образования вступила в общество «Круг художников», в составе которой участвовала в ряде художественных выставок.
В 1932—1932 годах училась на Высших курсах мастерства (в аспирантуре) в Академии художеств в мастерской А. И. Савинова. В этот период были написаны картины «Дети на пляже» (1934), «Купание» (1935).
В 1939 работала в экспериментальной литографской мастерской ЛОССХа, где создает эстампы «Катюша», «Сбор яблок» (1940), «На берегу» (1940), «Танцы» (1941), «На пруду» (1941).
В сентябре 1941 с детьми эвакуировалась из Ленинграда в Ярославскую область (Гаврилов Ям), затем в Сибирь (Емуртла), в Среднюю Азию (Самарканд), Удмуртию (Сарапул). В ноябре 1943 года переехала в Москву, где прожила до конца жизни. В частности, работала над картиной «Кавалерист-девица Надежда Дурова», иллюстрациями к «Евгению Онегину» и реконструкцией «Троицы».
Умерла 25 ноября 1976 в Москве. Похоронена на кладбище села Тарасовка под Москвой (Черкизовское кладбище). Координаты могилы на Яндекс-картах. Мозаику в оформлении могилы выложила внучка Нина Кибрик. Могилу украшают морские камешки, которые Лидия Тимошенко собирала в Коктебеле и привезла в Москву.

## Творчество
Первые годы творчества Лидия Тимошенко была увлечена детской тематикой. Также среди ее работ пейзажи, натюрморты, портреты, цветы. По окончании курсов повышения квалификации первый секретарь Смольного предложил ей расписать комнату отдыха во Дворце пионеров им. Кирова (быв. Аничков дворец). Она ее выполнила вместе с мужем Давидом Загоскиным. Эта роспись принесла ей популярность (к сожалению, работа не сохранилась).
Это была настоящая сенсация — все ходили смотреть ее росписи. Ее работой заинтересовался Литвинов, тогда министр иностранных дел СССР; они встретились и долго беседовали.
ИЗ ВОСПОМИНАНИЙ М. АСЛАМЗЯН
Самой известной работой Лидии Тимошенко стал ее эстамп «Катюша». Эта сложная шестицветная литография была выполнена в экспериментальной мастерской ЛОСХа в 1939-1940 году. Катя — девочка, которую приютила и воспитывала мама Лидии, Аполлинария Петровна, и которая росла вместе с ее сыновьями, когда они жили на даче. Основой для эстампа послужил этюд Кати, «нимфы у корыта» (хранится в Русском музее). Лидия его создавала, когда ее младший сын был грудничком — помогала мама.
Дальше началась война и творческая реализация стала почти невозможной. В этот период Лидия Тимошенко продолжает совершенствоваться в жанре портрета. В том числе, в 1945 году создает два сюжетных портрета — «Девица-кавалерист Надежда Дурова» и «Зоя».
С 1949 года она поглощена иллюстрированием «Евгения Онегина». Параллельно ее занимает тема труда.
В середине 1950-х годов она задумала создать серию цветов с ее чувствами.
У меня появилась еще одна идея — написать серию цветов с моими чувствами. Один букет, в котором есть какой-то чувственный трагизм, я сделала, но это только начало. Я думаю, что и цветы, и рабочие — это одно и то же.
Л. ТИМОШЕНКО, ИЗ ПИСЬМА К И. ГИНЗБУРГ, 15 апреля 1956
В конце 1950-х годов она создает серию автопортретов.
В 1960-х годах ее увлекает символизм. Среди работ картины: «Роза и маска», «Обнаженная», «День творения».
С конца 1960-х годов Лидия Тимошенко работала над реконструкцией «Троицы» Рублева. Но смерть помешала завершить эту работу.

## Иллюстрации Тимошенко к роману «Евгений Онегин»
Впервые мысль проиллюстрировать роман А.С. Пушкина «Евгений Онегин» встречается в дневнике Лидии Тимошенко в 1940 году. Но приступила она к воплощению мечты только после войны в 1949 году. Она посвятила этому с учетом исследовательской работы 17 лет — с 1949 по 1966 год.
Лидия Тимошенко создала две сюиты — в технике гризайль и в литографии. Они были изданы при жизни художницы — в гризайлях в Детгизе в 1958 году и в цветных литографиях в «Художественной литературе» в 1966 году. Но еще раньше, в 1953 году иллюстрации Лидии Тимошенко к «Евгению Онегину» вышли в Детгизе в составе Собрания сочинений А.С. Пушкина для нерусских школ. Это были две заставки и три полосные иллюстрации.
В третий раз книга вышла в издательстве «Речь» в 2019 году с ее гризайлями. И в 2021 году «Речь» переиздало книгу в меньшем формате.
В 2023 году издательство вместе с Антониной Кибрик, внучкой художницы, работало над книгой с цветными литографиями. Тираж поступил в продажу в конце августа 2023 года.

## Семья
Сестра — Варвара Яковлевна Тимошенко (1901—1952), технолог
Брат — Арсений Яковлевич Тимошенко (1904—1955), инженер.
Похоронены вместе с матерью на Шуваловском кладбище (Санкт-Петербург).
Первый муж (с 1921 по 1923 год) — Алексей Гофман.
- Дочь Елена (1922—1923).

Второй муж (с 1928 по 1938 год) — художник Давид Загоскин.
- Сын — Николай Загоскин (1933—2010). Его жена — Галина Егорова (род. в 1933), она школьницей стала прообразом Татьяны для иллюстраций к «Евгению Онегину»[5]. 
  - Внучка Елена (род. в 1957)
    - Правнук Антон
      - Праправнучка Мария
      - Праправнучка Анастасия

Третий муж (с 1938 по 1959 год) — художник Евгений Кибрик.
- Сын — Александр Кибрик (1939—2012). Его жена — Антонина Коваль (1938—2017).
  - Внук Андрей (род. в 1963) 
    - Правнучка Анна (род. в 1987)
      - Праправнук Лев (род. в 2009)
      - Праправнук Яков (род. в 2022)

    - Правнучка Лидия (род. в 1991)
    - Правнучка Александра (род. в 2014)

  - Внучка Антонина (род. в 1967)
    - Правнучка Софья (род. в 1994)

## Персональные выставки

#### 1981
В ЛОСХе в Ленинграде прошла персональная выставка Лидии Тимошенко.

#### 1988
В Доме Писателей им. Маяковского прошла персональная выставка. Организатор С.Б. Ласкин. На выставке было представлено 47 картин и 12 иллюстраций к роману Евгений Онегин.

#### 2023
В Музее искусства Санкт-Петербурга XX—XXI веков с 27 июня по 10 сентября состоялась персональная выставка «Лидия Тимошенко. Юность эпохи». [В рамках нацпроекта «Культура»]. Видео об экспозиции к «Евгению Онегину».

#### 2024
- В Музее истории г. Обнинска с 26 июня по 27 октября проходила выставка иллюстраций Лидии Тимошенко в роману А.С. Пушкина «Евгений Онегин». Видео о выставке
- В Галерее на Чистых прудах в Москве с 4 ноября по 28 ноября проходила выставка «Лидия Тимошенко и семейный круг художников — Давид Загоскин, Евгений Кибрик, Нина Кибрик и София Власова-Кибрик при участии Андрея, Льва и Саши Кибриков». Видео о выставке

#### 2025
В Музее «Царскосельская коллекция» в г. Пушкине с 17 мая по 29 июня проходит персональная выставка «Лидия Тимошенко. Живопись, графика».

## Выставка «Художники Издательства “Речь”»
Издательство «Речь» периодически организует выставку иллюстраций художников, книги которых издает. На них есть и работы Лидии Тимошенко. Выставки проходят в большом зале Санкт-Петербургского союза художников (Большая Морская, 38). В этом зале в 1981 году состоялась персональная выставка Лидии Тимошенко. На ней, предположительно, уже экспонировались ее литографии к «Евгению Онегину».
- 2023 год: с 7 по 26 февраля. Представлены иллюстрации по гризайлям в виде книжных листов из издания 2019 года, оформленных в рамы с паспарту. Билеты на выставку стоили 200 руб., льготные — 100 руб.
- 2025 год: с 28 января по 9 февраля. В этом году выставку приурочили к 25-летию издательства. Перед вернисажем состоялась пресс-конференция, в которой участвовали руководители издательства и художники. Среди них — Александр Траугот и внучка художницы Нина Кибрик. Выставку «Художники Издательства “Речь”» открывали работы Тимошенко к «Евгению Онегину», расположенные в начале экспозиции на 1-м этаже. Представлены обе версии иллюстраций к двум изданиям — гризайли и литографии. Все работы из архива семьи Лидии Тимошенко. Ранее они выставлялись на ее персональных выставках в 2023 и 2024 годах. Билеты на выставку стоили 300 руб., льготные — 150 руб. Видеоэкскурсия по выставке

## Другие мероприятия

#### 2023
В Государственном музее им. А.С. Пушкина в Москве 26 мая в рамках Клуба полезного досуга прошла конференция «Пушкинский культурный код». В ней участвовал внук художницы Андрей Кибрик, директор Института языкознания РАН. Он рассказал о Лидии Тимошенко и ее работе над иллюстрациями к «Евгению Онегину», которые внесли свой вклад в иллюстративную пушкиниану.
Клуба полезного досуга — просветительский проект Корпоративного университета московского образования для учителей, который возник в 2023 году. Участники посещают выставки, экспозиции в ведущих музеях столицы по литературе, истории, краеведению, биологии и вместе с научными экспертами обсуждают преподавание в школе тем, связанных с искусством и естественными науками.

#### 2024
В Государственном литературном музее в Москве (Зубовский бульвар, 15с1, метро «Парк культуры») 18 февраля состоялся вечер памяти Лидии Тимошенко, приуроченный к 120-летию со дня ее рождения и переизданию романа А.С. Пушкина «Евгений Онегин» с ее иллюстрациями. Вечер включал экскурсию по выставке «“Нам не дано предугадать…”. К 225-летию А.С. Пушкина»,  презентацию издания «Евгения Онегина» с литографиями Лидии Тимошенко и музыкальную программу. Видео с мероприятия

#### 2025
В Государственном литературном музее в Москве (Зубовский бульвар, 15с1, метро «Парк культуры») 6 июня в рамках программы ко дню рождения А.С. Пушкина состоялся вечер памяти. Его главной темой стал роман «Евгений Онегин», первая глава которого увидела свет 200 лет назад — в 1825-м. Особое внимание уделили сюитам Лидии Тимошенко к роману. Для знакомства с наследием художницы и демонстрации этапов ее работы над иллюстрациями гостям показали отрывки фильма «Онегин Лидии Тимошенко» Андрея Бабаева. Их прокомментировала внучка художницы Нина Кибрик.